# Sweet Nothin's/What'd I Say?
Sweet Nothin's/What'd I Say? è il secondo singolo dei The Searchers, pubblicato nel 1963.

## Tracce
Lato A
1. Sweet Nothin's (Ray Charles)

Lato B
1. What'd I Say? (Ronnie Self)